# 泰特城 (喬治亞州)
泰特城（英語：Tate City）是位於美國喬治亞州湯斯縣的一個人口普查指定地區。

## 地理
泰特城的座標為34°58′54″N 83°33′16″W / 34.98167°N 83.55444°W，而該地最高點為海拔高度760米（即2493英尺）。

## 人口
根據2010年美國人口普查的數據，泰特城的面積為0.20平方千米，當中陸地面積為0.20平方千米，而水域面積為0.00平方千米。當地共有人口16人，而人口密度為每平方千米80人。